# Roystonea regia

## Будова
Висока пальма 20-10 м. Кожна рослина має близько 15 листків довжиною в 4 м. Стовбур міцний, діаметром 47 см, гладкий сірувато-білий з характерною опуклістю під тим місцем, де починається зелена крона. Квіти білі з рожевими пиляками. Сфероїдний плід 8,9-15 мм довжини та 7-10,9 мм ширини. Неспілі плоди зелені, потім червоні, стиглі — пурпурно-чорні чи чорні. У корінних пухирцях знайдені бактерії Rhizobium, що зв'язують азот з повітря.

## Поширення та середовище існування
Походить з Карибського регіону (Флорида, Мексика, Куба, Пуерто-Рико).

## Практичне використання
Вирощується як декоративна рослина людьми в тропічних регіонах усього світу.

## Галерея

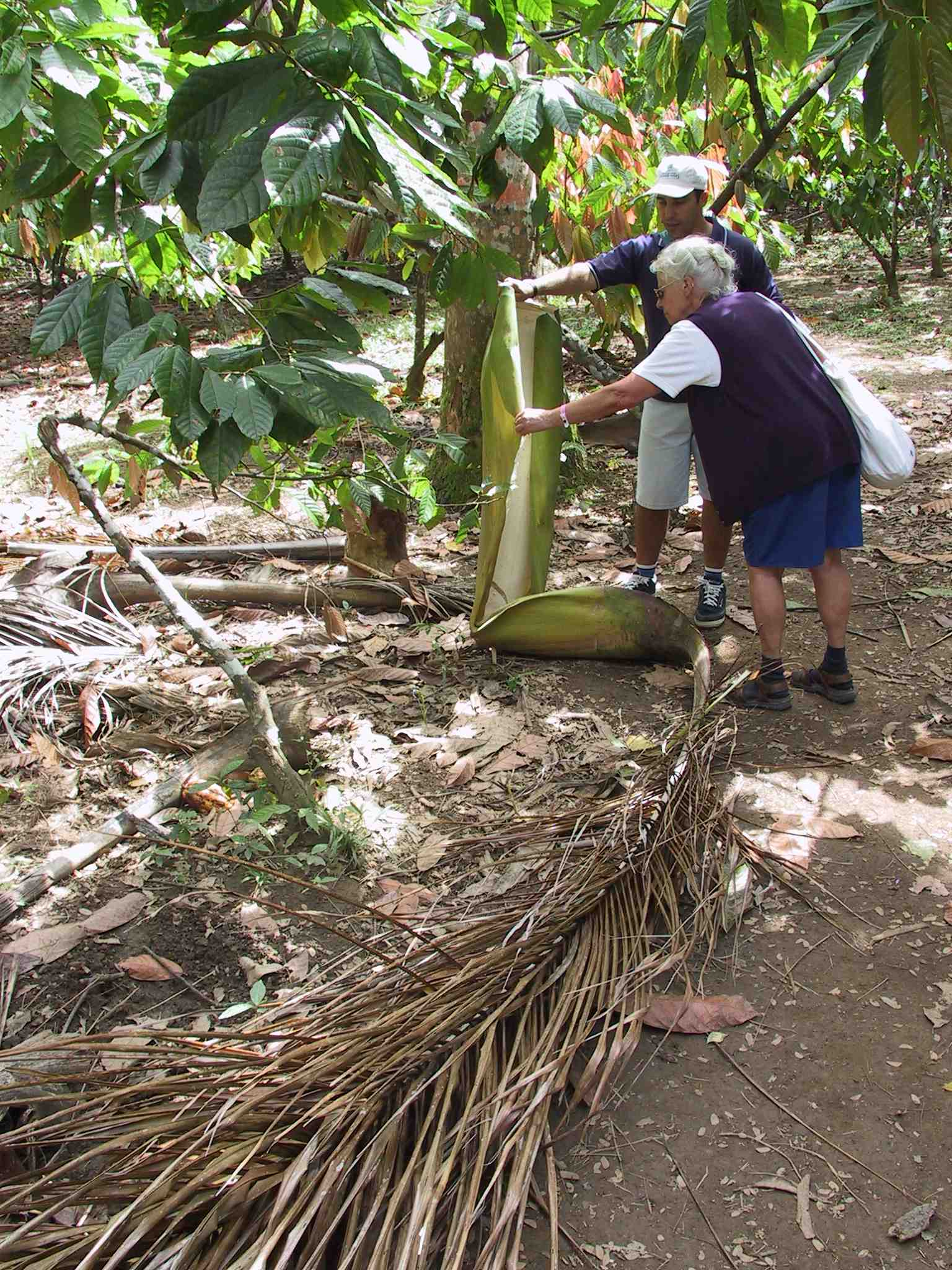
Опалий листок Roystonea regia
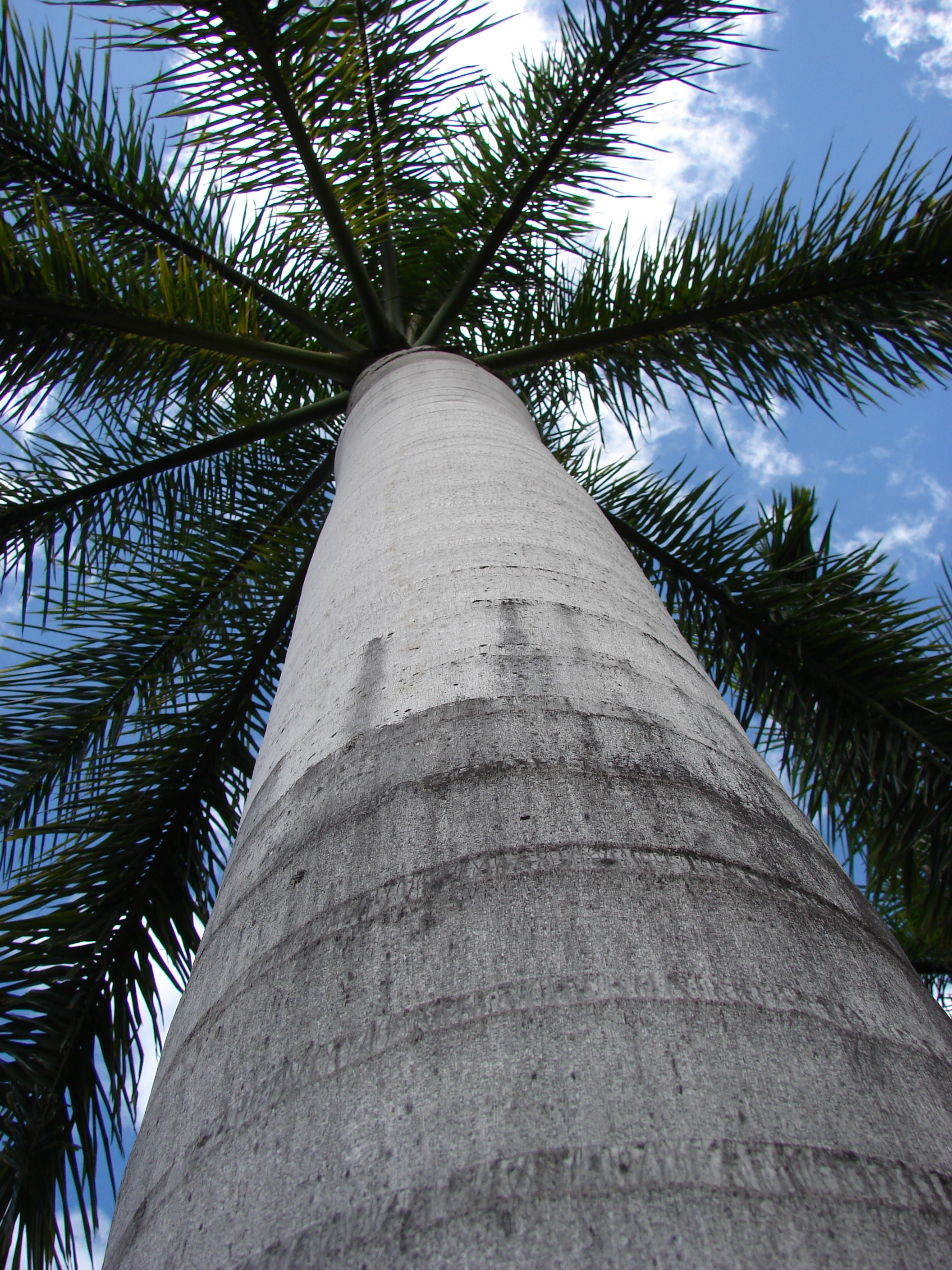
Стовбур
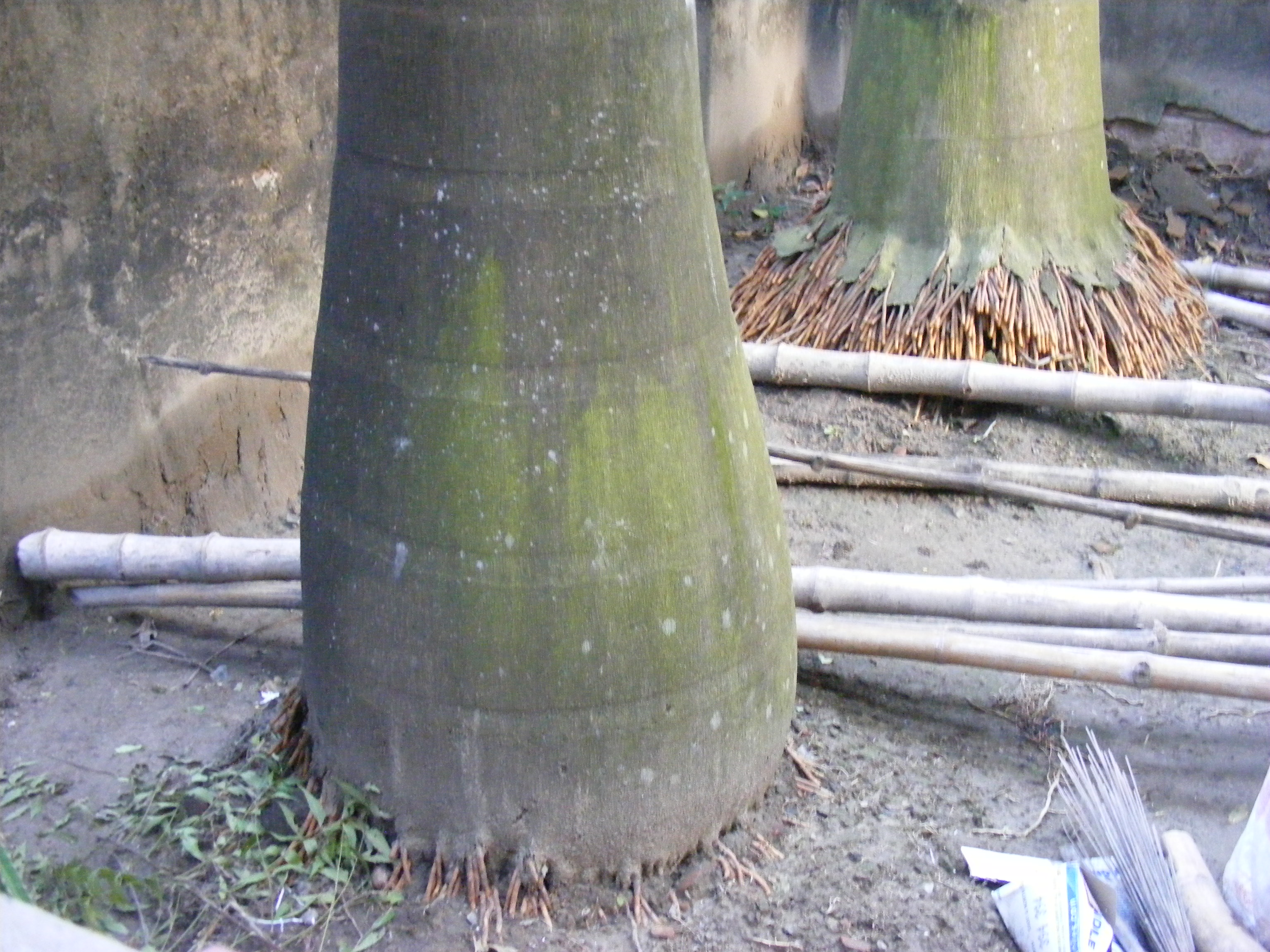
Основа стовбур
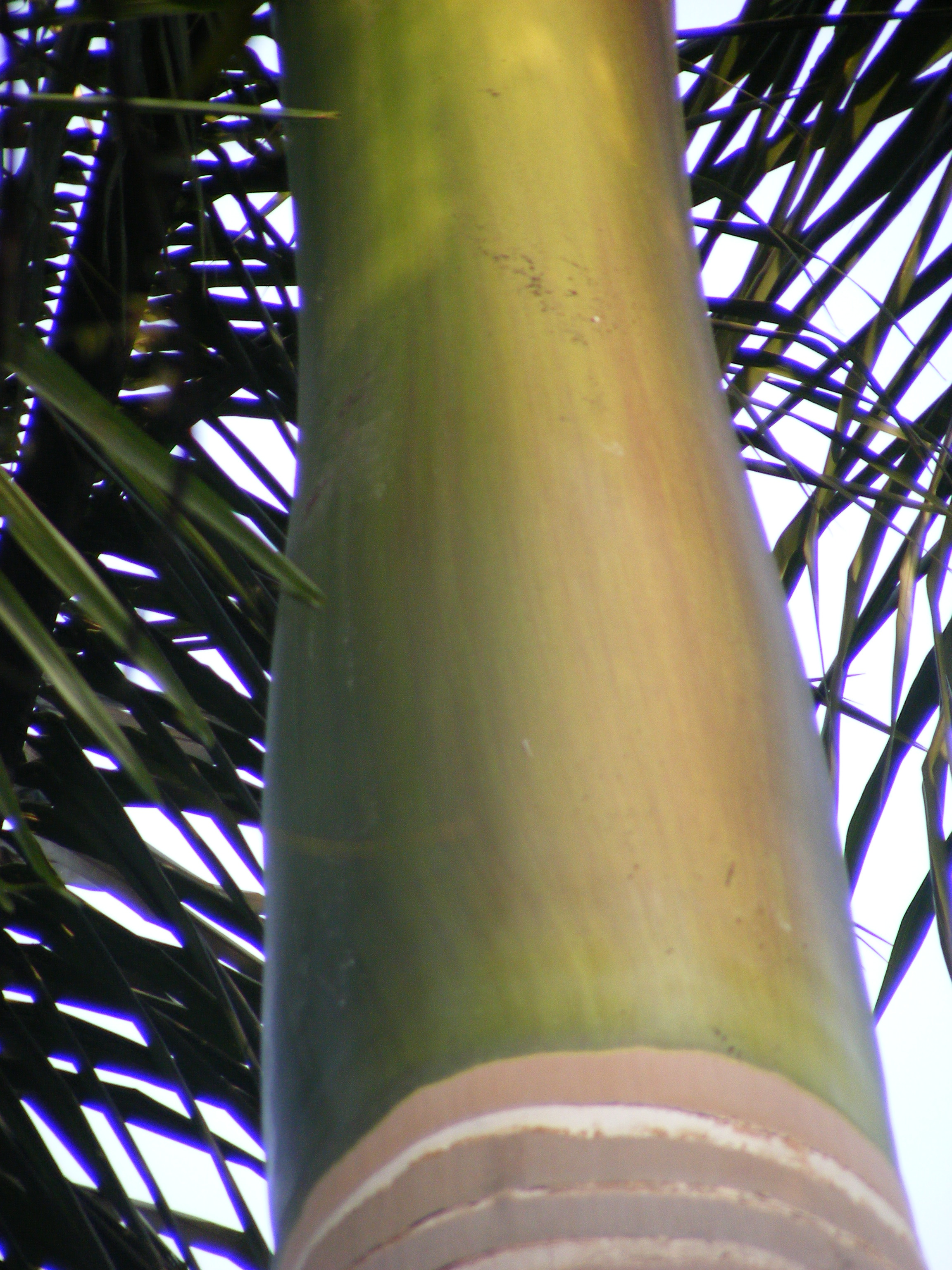
Перехід від стовбура до крони
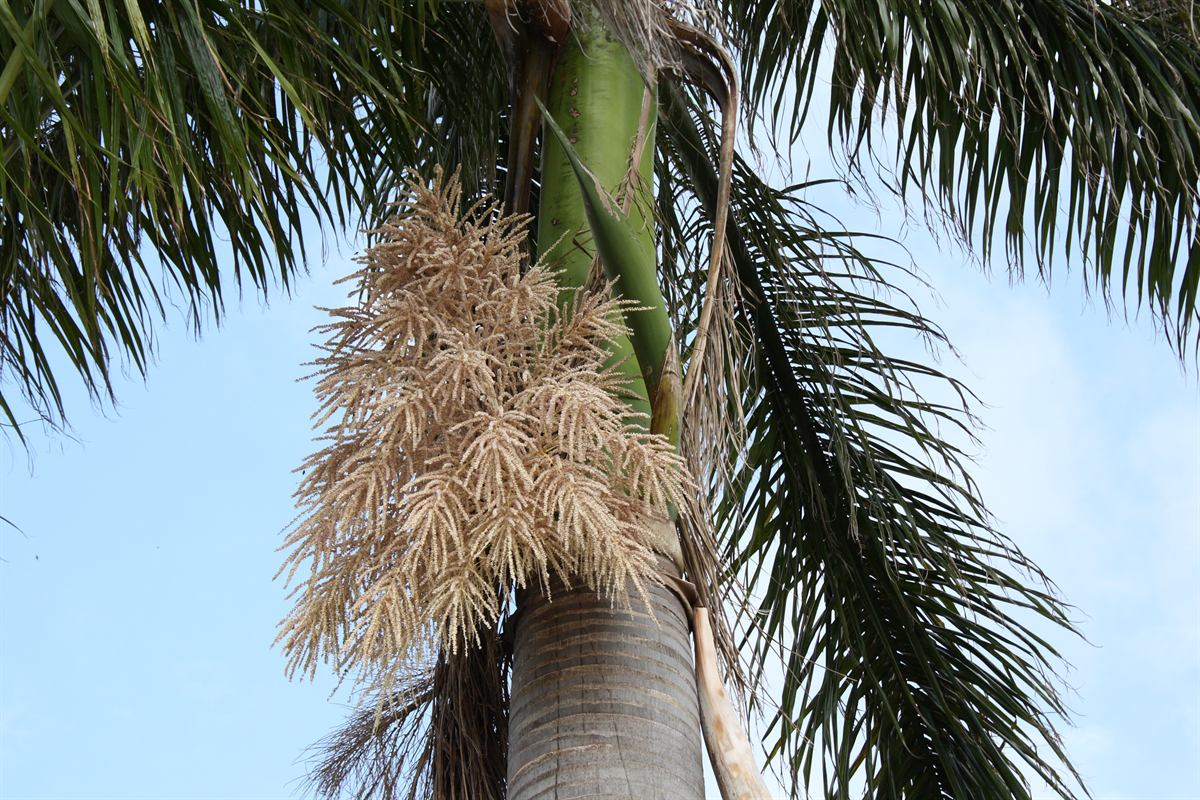
Квіти
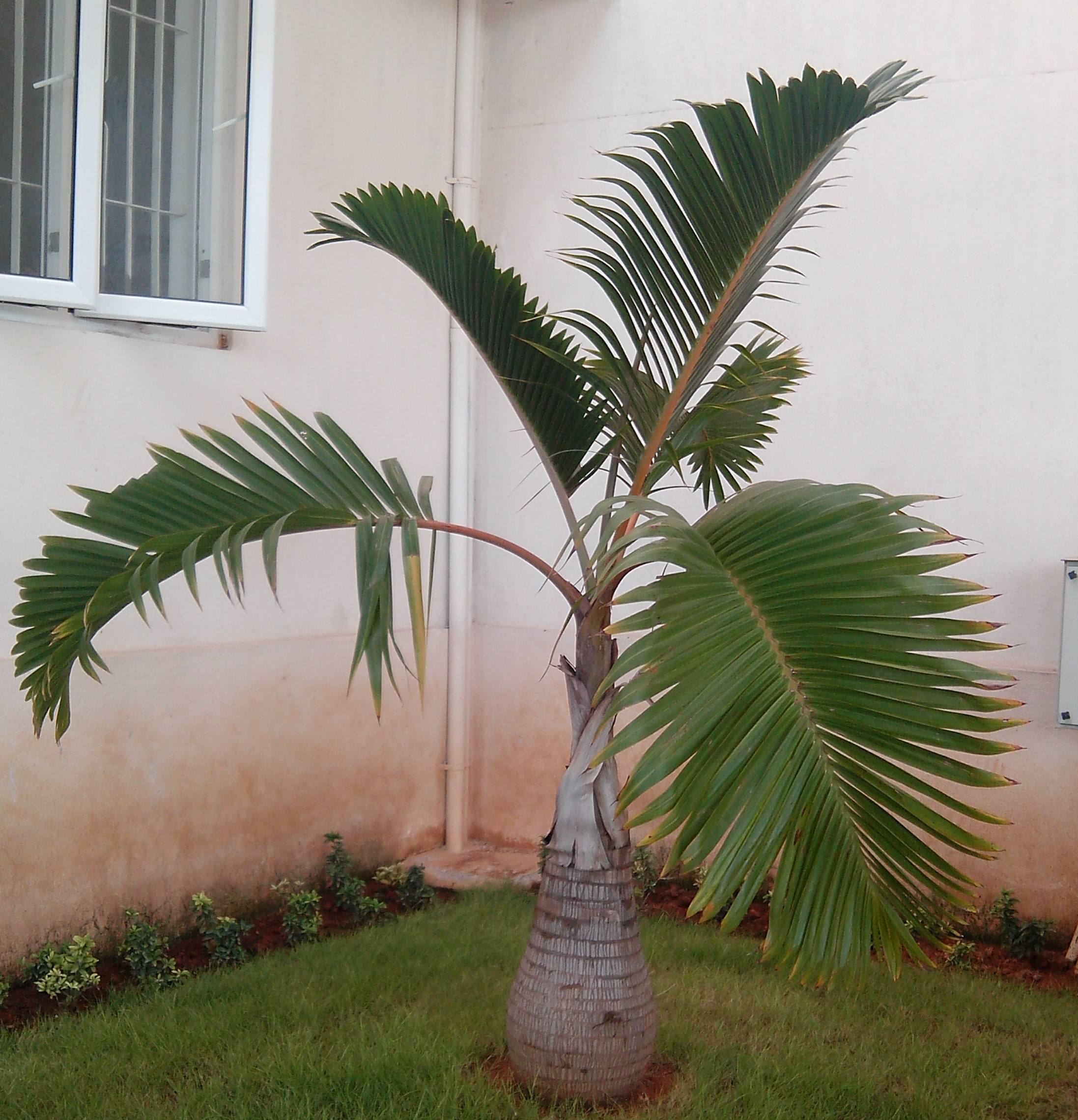
Молода рослина